# Elephantenklo
Das Elephantenklo war die Alternativzeitschrift bzw. Stattzeitung in Gießen und erschien von 1977 bis 1987 alle 14 Tage, im letzten Jahr des Bestehens einmal monatlich.

## Technisches

Elephantenklo-Köpfe 1977 bis 1987

Die gedruckte Auflage betrug zu Hochzeiten etwa 1200 Exemplare. Die Zeitschrift erschien im Format A4, zu Beginn  auf teilweise minderwertigem Recyclingpapier in A4 gedruckt und geleimt, danach auf A3 Bogenoffset, entsprechend vier Seiten und zeitweilig mit Überformat, und später auf A2, d. h. acht Seiten, gefalzt, mit Seitenbeschnitt und Klammerheftung. Zunächst war das Umschlagpapier gelb, später wurden gewöhnlich zwei Farben gedruckt, in Ausnahmefällen gab es auch Vierfarbsatz. Fotos waren stets nur schwarzweiß und wurden anfangs auf Papier, später direkt auf Reprofilm gerastert.
Die Satzfahnen wurden mit Kugelkopfschreibmaschine, später per Typenradschreibmaschine mit Randausgleich geschrieben und auf Layoutbögen geklebt, die in der Druckvorstufe per Reprofilm auf Standbögen gebracht und anschließend zu Druckplatten verarbeitet wurden. Fast alle Arbeitsschritte, von den Redaktionssitzungen über das Layout, Zusammentragen und Heften bis zur Auslieferung, wurden von den jeweiligen Mitarbeitenden selbst erledigt.
Nach dem Kauf von gebrauchten Composern, mechanischen Zeitungssatzgeräten der Firma IBM, die echten Proportionalschriftsatz ermöglichten, wurde das Erscheinungsbild des Blattes halbprofessionell und Abonnements zum Normalpreis wurden möglich, nachdem man eine Postvertriebsnummer erhalten hatte.
Die ersten Ausgaben kosteten 0,50 DM, die letzte 4,00 DM.

## Name

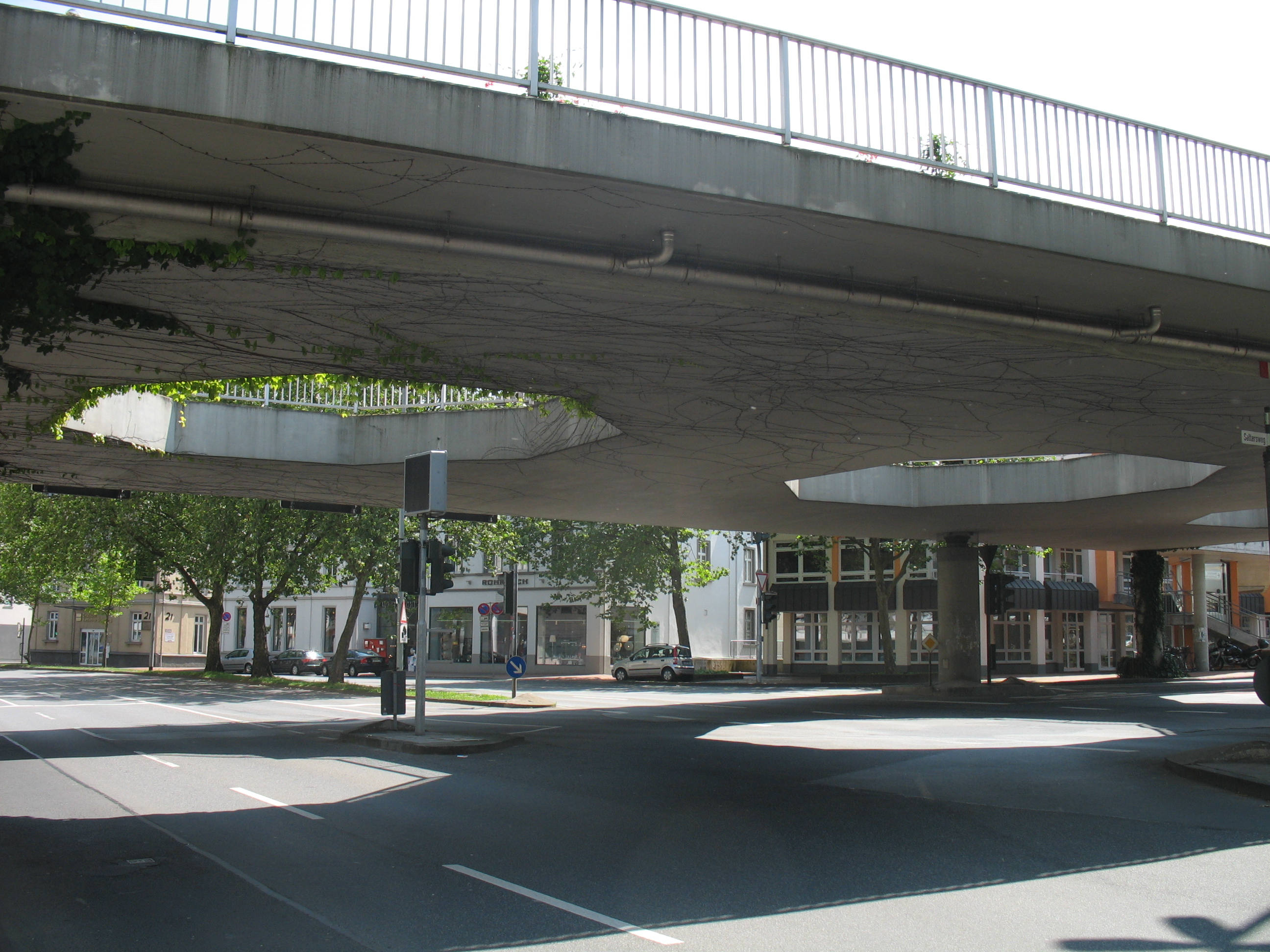
Fußgängerüberführung in Gießen, genannt Elefantenklo

Das Elefantenklo in Gießen ist ein verkehrstechnisches Bauwerk über dem sog. Selterstor, einer der verkehrsreichsten Kreuzungen der Stadt, und dem offiziellen Sprachgebrauch nach eine Fußgängerplattform. Die Volksmundbezeichnung erklärt sich aus drei großen Öffnungen in der Mitte, die den Blick auf die darunter liegende Kreuzung freigeben. Vielen Menschen gilt es als ein eher monströses Monument verfehlter Stadtplanung, da es für Behinderte im Rollstuhl wie für Kinderwagenbenutzende bei nur einem Lift und häufig defekten Rolltreppen nur schlecht zu überwinden ist. Als solches wurde die Überführung auch zum Ziel und negativen Anschauungsobjekt für Architekten und Städteplaner.
Das Bauwerk Elefantenklo wurde zum Namensgeber und Sinnbild für die Zeitschrift Elephantenklo – nunmehr mit einem elaborierten „ph“ geschrieben. Die hatte sich wie etliche andere in bundesdeutschen Städten Mitte der 1970er Jahre (Frankfurt Pflasterstrand, Nürnberg Plärrer, Vogelsberg „Basalt“, Frankfurt ID u. a. m.) aus einem studentischen Milieu heraus zu einem alternativen Stadtmagazin entwickelt.
In der Frühzeit des Elephantenklos sah man auf dem Zeitschriftenkopf links neben dem Schriftzug, von Hand gezeichnet, einen Elefanten über einem der Durchlässe des nämlichen Bauwerkes sitzen.

## Vorläufer
Zwischen 1974 und 1977 erschien der in Anspielung auf die Tageszeitung Gießener Anzeiger sogenannte Gießener Anzünder. Die Zeitschrift brachte es insgesamt auf neun Ausgaben und schlief dann ein. Das Projekt aus der universitären Szene war mit dem Anspruch angetreten, Gegenöffentlichkeit herzustellen und über lokale linke Initiativen zu berichten. Praktisch jedoch und aufgrund der langen zeitlichen Abstände zwischen zwei Heften nahm sich jede Ausgabe thematischer Schwerpunkte an wie „Lebensperspektiven“, „Wohngemeinschaften“ oder „Kneipenkultur“. Die letzte Nummer hatte die linken Basisgruppen zum Thema, die in dieser Zeit an vielen Fachbereichen und Studierendenparlamenten bundesdeutscher Universitäten begannen Wahlerfolge gegen die eingesessenen und oft dogmatischen marxistischen Hochschulgruppierungen zu erringen.

## Geschichte
Am Beginn und vor dem Hintergrund des Deutschen Herbstes 1977 mit der von den Behörden angeordneten Nachrichtensperre im Zusammenhang mit der Terroristenfahndung stand die Verbreitung von durch die bürgerliche Presse unterdrückten Nachrichten. Auch die Gründung der taz 1979 war eine Folge der Ereignisse dieser Zeit.
„Nachrichten von unten“ lautete der Untertitel der frühen Jahre, danach und mit Blick auf die beiden etablierten Gießener Tageszeitungen „Zeitung für Gießen und Umgebung“. Viel Wert wurde auf sogenannte Betroffenenberichterstattung gelegt, sozialpolitische Themen und Debatten, die Auseinandersetzungen über die Atompolitik oder die Startbahn West des Frankfurter Flughafens kamen hinzu. Ein Veranstaltungskalender, private Kleinanzeigen sowie die gelegentliche Aktualisierung einer Liste mit Kontaktadressen von Bürgerinitiativen und Projektgruppen waren von Anfang an als „Serviceleistung“ für die lokale politische Szene ein fester Bestandteil des Blattes. Mit der Zeit wechselten die Beteiligten, änderten sich Interessen und Zielgruppen. Aus dem ursprünglichen Selbstverständnis, Sprachrohr von Betroffenen und für Betroffene zu sein, entstand relativ bald eine personell wechselnde Kernredaktion, die nach Kräften und mit unterschiedlich viel Erfolg eigene Themen und Geschichten, zum Beispiel über Psychiatrie, über Heroin, Medizinische Lehre und Forschung im Dritten Reich oder den Militärstandort Hessen, umzusetzen versuchte. Dabei verstand man sich stets als undogmatisches linkes politisches Projekt. Das Auftreten der ersten grünen parteipolitischen Bewegungen zu Beginn der 80er Jahre wurde mit viel Skepsis und sehr kritisch begleitet. Mit kulturellen Themen, bildender Kunst, Film oder Musik tat man sich dagegen schwer. Dennoch erschienen in den späten Jahren immer häufiger auch Musik- und Filmbesprechungen. Auch glossierende Kolumnen fanden den Weg in die Zeitschrift.
Die Regelmäßigen unter den Blattgestaltern und Mitarbeitern kamen zumeist aus der universitären politischen Szene, andere hatten im sozialpolitischen Bereich gearbeitet oder waren arbeitslos. Wie sehr viele basisdemokratisch gestartete Projekte dieser Zeit wurde die Zeitungsarbeit entgeltlos und ohne wirtschaftliche Absichten geleistet, mit wechselnder und meist sehr dünner Personaldecke und um den Preis chronischer Unterfinanzierung. Der Verkauf in Buchläden, Kneipen und Kiosken, später auch im regulären Abonnement, deckte häufig gerade die Druckkosten. Die Drucker, die selbst zu den Begründern des Blattes gehörten, verzichteten auf ihren Lohn. Bezahlte Inserate kamen fast ausschließlich von politisch oder persönlich verbundenen „alternativen“ Kleinbetrieben bzw. Kneipen. Auf überregionale großformatige Werbung etwa für Zigaretten oder Getränke wurde kein Wert gelegt. Auf die Qualität der Recherchearbeit und die Berichte hatte das längerfristig gravierende Auswirkungen, und das Elephantenklo litt bis zum Ende darunter. Die auflagenstärkste Zeit erlebte die Zeitschrift am Anfang der 80er Jahre während der auch in Gießen stattfindenden Häuserbesetzungen, als ein Möbelhaus eine ganze Häuserzeile mit zum Teil rechtlich einwandfreien Mietverhältnissen unter juristisch zweifelhaften Umständen für den Bau eines Parkhauses abreißen ließ.
Zu Strategiediskussionen, konzeptionellen Änderungen und Facelifts im Erscheinungsbild kam es über die Jahre wiederholt. Als Resultat wurde das Elephantenklo zwar handwerklich durchaus semiprofessionell und erschien bei allen Schwierigkeiten immer sehr regelmäßig vierzehntäglich und bis zu seiner Einstellung ein Jahr lang monatlich. Inhaltlich, personell und finanziell sah man sich jedoch mit dem Rücken zur Wand stehen. Und während andere Alternativzeitschriften den Weg der Kommerzialisierung gingen und zu massentauglichen Anzeigenblättern mutierten, wurde von den verbliebenen Aktiven Ende 1987 die Einstellung des Blattes aus Mangel an Ressourcen beschlossen.
Aus Anlass des 30-jährigen Gründungsjubiläums und zugleich des 20. Jahrestags der Einstellung, fanden sich im Jahr 2007 ehemalige Mitarbeiter zusammen und warfen einen Blick in die Geschichte. Im Gießener Jugendzentrum Jokus gab es eine Podiumsdiskussion zum Thema Situation der alternativen Presse heute, eine CD-ROM mit allen Titelbildern und weiterem Material wurde erstellt, eine Ausstellung zeigte eine Auswahl von Originaltitelbildern und zeitgenössische Fotografien aus der Stadt. Auch eine Nostalgiefete fehlte nicht. Zu guter Letzt wurde eine einmalige 76 Seiten starke Elephantenklo-Sondernummer produziert. Diese ist unter der Internetadresse auch per Download erhältlich.